# The King's Singers
The King's Singers — британський акапельний вокальний ансамбль, заснований у 1968 році. Назву колектив отримав на честь Королівського коледжу в Кембриджі, Англія, де групу створили шість вчених з хорового мистецтва. У Великій Британії їхня популярність досягла максимуму в 1970-х — на початку 1980-х років. Потім вони стали охоплювати більш широку американську аудиторію, часто виступаючи в шоу з Джоні Карсоном у Сполучених Штатах. У 1987 році ансамбль був важливим гостем на церемонії нагородження Еммі, вигравши участь у спеціальній програмі ABC-TV — «Джулі Ендрюс: звук Різдва».
Сьогодні ансамбль подорожує з концертами по всьому світу, щорічно даючи 125 концертів, переважно в Європі, США та на Далекому Сході, недавно додавши Китайську Народну Республіку до свого списку гастрольних територій. За останні роки група кілька разів виступала у Великій Британії на випускних вечорах у Королівському Альберт-Голі та проводила концерти в рамках Фестивалю трьох хорів та Фестивалю в Лондоні. Колектив складається з двох контратенорів, тенора, баса та двох баритонів. Останній альбом ансамблю називається «The Library Vol. 2», і був випущений наприкінці 2020 року.

## Історія
Ансамбль завжди складався з шести співаків, його учасники змінювалися з роками. На сьогодні жоден із початкових учасників більше не співає у групі. До першого стабільного ансамблю, з кінця 1969 по 1978 рік, входили:
- Найджел Перрін (конттенор 1)
- Аластер Юм (контратенор 2)
- Аластер Томпсон (тенор)
- Ентоні Голт (баритон 1) (насправді з Крайст-Черч, Оксфорд, а не з King's)
- Саймон Керрінгтон (баритон 2)
- Брайан Кей (бас)

Сьогоднішній ансамбль складається (в дужках починаючи рік):
- Патрік Дуначі (контратенор 1) — (2016)
- Едвард Баттон (контратенор 2) — (2019)
- Джуліан Ґрегорі (тенор) — (2014)
- Крістофер Бруертон (баритон 1) — (2012)
- Нік Ешбі (баритон 2) — (2019)
- Джонатан Говард (бас) — (2010)

Серед колишніх членів The King's Singers також — Джеремі Джекман, Боб Чілкотт, Найджел Шорт, Білл Айвс, Брюс Рассел, Колін Мейсон, Ґабріель Крауч, Стівен Конноллі, Робін Тайсон, Філіп Лоусон, Пол Фенікс, Девід Херлі, Крістофер Ґаббітас і Тімоті Вейн-Райт. З часу створення первшої стабільної групи наприкінці 1969 року до складу The King's Singers входило 26 осіб, середня тривалість перебування яких становила близько 12 років.
Приблизно у 2000 році The King's Singers коротко називали себе king'singers (з малою літерою k та єдиними s), як це видно на обкладинці «Fire-Water» та кількох нотах. Ця зміна назви тривала недовго.

### Ранні роки
До створення першої стабільної чоловічої групи, яка згадана вище, кілька партій виконували інші співаки, включаючи трьох жінок. Чотири учасники-засновники, які вперше співали разом у групі з шести чоловік у 1965 році, були Аластер Юм, Аластер Томпсон, Саймон Керрінгтон і Брайан Кей. З 1965 по 1968 рік першим контратенором був Мартін Лейн, а першим баритоном — Річард Салтер. Саме ця група з шести співаків дала перший концерт під назвою The King's Singers 1 травня 1968 року в лондонському Queen Elizabeth Hall з Академією Сент-Мартін-ін-Філдс, Саймоном Престоном (орган) та Барі Таквеллом (валторна). Пізніше, у 1968 році, у Мартіна Лейна розвинулася пухлина головного мозку, і йому довелося покинути ансамбль; Фелісіті Палмер співала його партію протягом 1969 року, поки Найджел Перрен не закінчив навчання того літа. Потім, у 1969 році, Річард Салтер отримав стипендію Річарда Таубера і виїхав до Відня; Найджел Біван зайняв його місце, поки Ентоні Голт зміг долучитися до ансамблю наприкінці року. Інші співаки, які були учасниками групи протягом короткого періоду часу, були Елеонора Капп, Керіл Ньюнгем і, одного разу, Джеймс Боумен, котрі всі співали партію контратенора (сопрано) в 1969 році, коли Фелісіті Палмер не мала можливості співати. Коли Найджел Перрен не міг виконувати партію, то його обов'язки виконував Річард Бейкер (примітка: не знайомий мовник BBC). Ніл Дженкінс співав партію тенора під час першого літнього співочого туру групи в 1965 році, а Пітер Голл був ще одним тенором, який співав у ще не остаточно сформованому ансамблі.

### Тур з історії мадригалу
У 1984 році учасники The King's Singers (до яких на той час входили два учасники-засновники — Аластер Юм і Саймон Керрінгтон) презентували, розповідали та співали в «Madrigal History Tour» — телевізійному документальному циклі BBC з шести частин про історію мадригалу в Західній Європі. (Назва була грою слів відповідно до назви альбому Бітлз «Magical Mystery Tour».) У серіалі також виступав ансамбль давньої музики The Consort of Musicke, який виступав разом із The King's Singers та окремо. Серію супроводжував альбом, який також називався «Madrigal History Tour».

### 20-річчя
На концерті з нагоди 20-річчя The King's Singers у 1988 році у «Барбікані» відбулося несподіване возз'єднання, на якому всі співаки The King's Singers на той день виступили на сцені й були індивідуально представлені (з датами членства, починаючи з 1968 року) Прунеллою Скейлз.

### 40-річчя
З нагоди святкування сорокаріччя було проведено два концерти «best of» в Кадоган-голі, Лондон, 30 квітня 2008 року, та виступ на наступний день у каплиці Королівського коледжу в Кембриджі, а також концерти в Парижі, Римі, Берліні, Нью-Йорку та Токіо.

### 50-річчя
50-річчя The King's Singers було відзначено у 2018 році спеціальним концертом у Карнегі-голі та випуском нового альбому «Gold».

## Репертуар
The King's Singers притримуються думки, що концерти не повинні містити лише одну форму музики; глядачів можна навчати, а також розважати. Для тих, хто прийшов в очікуванні поп-музики, буде також класична музика, і навпаки. Це почалося з необхідності, оскільки для перших кількох концертів групі просто довелося виконувати все, що вони знали, щоб заповнити концертну програму, до якої була включена релігійна музика з бібліотеки, а також народні пісні та інші твори. З роками їх бібліотека розширилась, і тепер вона включає близько 2000 творів усіх стилів. 
Група найбільш відома своїми акапельними виступами, в основі яких лежить сильна суміш басів і баритонів, на якій нанизані інші голоси, принцип відомий як «звукова піраміда». Крім того, співаки The King's Singers часто виступають з інструментами як на записах, так і на концертах. Один з найвідоміших творів — «You Are The New Day».

## Концертна структура
Більшість їхніх акапельних концертів поділяються на п'ять окремих частин. Перші чотири варіюються (мадригали, народні пісні, нещодавно замовлені твори тощо), але, як правило, взяті з серйозної частини репертуару колективу, але остання частина концерту, як правило, включає твори «закритої гармонії». Часто до неї входять більш легші твори, включаючи музику The Beatles, Біллі Джоела, Queen, Джорджа Гершвіна, Гарольда Арлена чи Ірвінга Берліна, багато з яких були аранжовані для групи такими композиторами як Річардом Родні Беннетом, Джеремі Лаббоком, Бобом Чілкоттом, Філіпом Лоусоном і Джоном Раттером. Іноді до заключної частини (на концертах релігійної музики) входять твори духовної гармонії — під назвою «Пісні про віру і надію». До цього репертуару належать американські спіричуелси, аранжовані сучасними композиторами, включаючи колишніх учасників групи Філіпа Лоусона та Боба Чілкотта. До твори в цій частині належать також «Simple Gifts», «Deep River», «Down to the River to Pray» та «Stand Still, Jordan», а також інші духовні поп-пісні, такі як «Some Folks Lives Roll Easy» Пола Саймона.

## Сучасний репертуар
The King's Singers також відомі тим, що часто замовляють твори сучасних композиторів. Починаючи з «Timepiece», замовленого Камденським фестивалем у 1972 році у композитора Пола Паттерсона (і який регулярно виконується і сьогодні), вони продовжують, замовляючи твори (серед інших) Саллі Біміша, Боба Чілкотта, сера Пітера Максвелла Девіса, Говарда Ґудолла, Дарона Гаґена, Джексона Гілла, Ґрехема Лакаа, Ліббі Ларсена, Дьєрджі Лігеті, Джона Маккейба, Івана Муді, Джоселін Пук, Джеффрі Пула, Френсіса Потта, Неда Рорема, Джобі Талбота, сер Джон Тавенера та Малкольма Вільямсона. У 2008 році вони виконали твір, замовлений спільно для них та Національних молодіжних хорів Великої Британії, написаний Еріком Вітакером.

## Нагороди
У лютому 2009 року компакт-диск King's Singers «Simple Gifts» отримав премію Греммі за найкращий альбом класичної музики. У лютому 2012 року вони отримали Греммі за найкращий хоровий виступ на 54-й церемонії нагородження премії Греммі разом з Еріком Вітакром за альбом «Light and Gold», на якій вони виконали «The Stolen Child», написану для ансамблю Вітакром. Їхній DVD «Live at the BBC Proms» отримав нагороду MIDEM на щорічній церемонії в Каннах у 2010 році за найкращий виступ на DVD. У 2013 році група була введена в Зал слави Gramophone.

## Дискографія
| Назва диску                                                       | Рік випуску | Інструменти / Ноти                                                             | доріжоки а капела | кількість доріжок |
| ----------------------------------------------------------------- | ----------- | ------------------------------------------------------------------------------ | ----------------- | ----------------- |
| 1605: Treason and Dischord                                        | 2005        | Concordia Viol Consort і Сара Балдок (орган)                                   | 7                 | 15                |
| À la Française                                                    | 1990        | Шотландський камерний оркестр, Карл Девіс                                      |                   |                   |
| All at Once Well Met                                              | 1987        | Лютня і табор                                                                  | 29                | 35                |
| America                                                           | 1989, 2006  | Англійський камерний оркестр                                                   | 0                 | 10                |
| Annie Laurie                                                      | 1993        | Гітара, флейта, пікколо                                                        | 7                 | 18                |
| The Beatles Connection                                            | 1986        |                                                                                | 19                | 19                |
| By Appointment (aka Encore)                                       | 1971        | The Gordon Langford Trio                                                       | 5                 | 13                |
| Capella (compilation)                                             | 2003        |                                                                                |                   | 41                |
| Captain Noah and His Floating Zoo; Holy Moses                     | 1972, 2005  | Барабани: Альф Байджен, клавіші: Стів Ґрей, бас: Браян Оджес (Holy Moses)      | 0                 | 18                |
| Chanson d'amour                                                   | 1993        |                                                                                | 11                | 21                |
| Christmas                                                         | 2003        | Струнний квартет і ударні                                                      | 23                | 25                |
| Circle of Life                                                    | 1997        | Metropole Orkest                                                               | 3                 | 12                |
| Colouring Book                                                    | 2005        |                                                                                |                   | 18                |
| Contemporary Collection                                           | 1975        | Double bass                                                                    |                   | 5                 |
| Courtly Pleasures                                                 | 1973        | Early Music Consort of London, Девід Мунров                                    |                   | 22                |
| Deck the Hall – Songs for Christmas                               | 1973, 1991  |                                                                                | 15                | 15                |
| English & Italian Madrigals                                       | 1974, 1989  | (нове видання King's Singers Madrigal Collection)                              | 21                | 21                |
| English Renaissance                                               | 1995        |                                                                                | 20                | 20                |
| Fire~Water                                                        | 2000        | Ендрю Лоуренс-Кінг, The Harp Consort                                           |                   | 17                |
| A French Collection                                               | 1973        | Early Music Consort of London, Девід Мунров                                    |                   | 16                |
| Gesualdo: Tenebrae Responses for Maundy Thursday                  | 2004        |                                                                                | 14                | 14                |
| Get Happy!                                                        | 1991        | Джордж Ширінг (фортепіано), Ніл Свейнсон (подвійний бас), Джон Гарл (саксофон) | 3                 | 17                |
| The Golden Age – Siglo de Oro                                     | 2008        | Кіт МакҐован                                                                   |                   | 10                |
| Good Vibrations                                                   | 1993        |                                                                                | 13                | 13                |
| Great American Songbook                                           | 2013        |                                                                                | 17                | 17                |
| Here's a Howdy Do!                                                | 1993        | Sound Effects, орган, фортепіано, подвійний бас, барабани                      | 11                | 15                |
| High Flight                                                       | 2011        | The Concordia Choir                                                            | 13                | 14                |
| In Memoriam Josquin Desprez (compilation)                         | 2012        |                                                                                | 13                | 13                |
| De Janequin aux Beatles (compilation)                             | 1999        | Різні                                                                          |                   | 55                |
| Joy to the World                                                  | 2011        |                                                                                | 18                | 18                |
| Kids' Stuff                                                       | 1986, 2000  | Джуді Денч, Різні                                                              |                   | 14                |
| Keep on Changing                                                  | 1975        |                                                                                | 12                | 12                |
| The King's Singers Madrigal Collection                            | 1974        |                                                                                | 21                | 21                |
| The King's Singers Original Debut Recording                       | 1971, 1992  | The Gordon Langford Trio (reissue of By Appointment)                           | 5                 | 13                |
| The King’s Singers sing Flanders & Swann and Noel Coward          | 1977        |                                                                                | 15                | 15                |
| Landscape & Time                                                  | 2006        |                                                                                | 11                | 11                |
| György Ligeti Edition, Vol. 4 (Vocal Works)                       | 1997        |                                                                                |                   |                   |
| A Little Christmas Music                                          | 1989        | Кірі Те Канава, City of London Sinfonia                                        | 7                 | 20                |
| Lollipops                                                         | 1975        |                                                                                | 11                | 11                |
| Madrigal History Tour                                             | 1984, 1989  | Consort of Musicke                                                             | 0                 | 34                |
| My Spirit Sang All Day                                            | 1988        |                                                                                | 25                | 25                |
| Nana's book of songs                                              | 1974        | Нана Моускоурі, оркестр                                                        |                   | 10                |
| New Day                                                           | 1980        |                                                                                | 9                 | 15                |
| Nightsong                                                         | 1997        | Різні                                                                          | 5                 | 15                |
| Out of the Blue                                                   | 1974        | Струнний ансамбль                                                              |                   | 12                |
| Pater Noster: A Choral Reflection on the Lord's Prayer            | 2012        |                                                                                | 25                | 25                |
| Postcards                                                         | 2014        |                                                                                | 22                | 22                |
| The Quiet Heart – Choral Essays Vol.1                             | 2006        |                                                                                | 19                | 19                |
| Reflections – Choral Essays Vol.2                                 | 2008        |                                                                                | 20                | 20                |
| In This Quiet Moment – Choral Essays Vol.3                        | 2010        |                                                                                | 18                | 18                |
| Rejoice and Be Merry!                                             | 2008        | Mormon Tabernacle Choir і Orchestra at Temple Square                           | 6                 | 11 (19)           |
| Renaissance (Works by Josquin Desprez)                            | 1993        |                                                                                | 21                | 21                |
| Romance du Soir                                                   | 2009        |                                                                                | 19                | 19                |
| Royal Rhymes and Rounds                                           | 2012        |                                                                                | 23                | 23                |
| Sacred Bridges                                                    | 2005        | Sarband                                                                        | 7                 | 12                |
| Sermons and Devotions                                             | 2006        |                                                                                |                   | 15                |
| Simple Gifts                                                      | 2008        |                                                                                | 16                | 16                |
| Six                                                               | 2005        |                                                                                | 6                 | 6                 |
| Spem in alium                                                     | 2006        | (One interview track)                                                          | 1                 | 2                 |
| Spirit Voices                                                     | 1997        |                                                                                | 2                 | 14                |
| Street Songs                                                      | 1998        | Евелін Ґленні (перкусія)                                                       | 7?                | 18                |
| Swimming Over London                                              | 2010        |                                                                                | 14                | 14                |
| Thomas Tallis: The Lamentations of Jeremiah; William Byrd: Motets | 1977        |                                                                                | 7                 | 7                 |
| Tribute to the Comedian Harmonists                                | 1985        | Фортепіано                                                                     | 6?                | 16                |
| The Triumphs of Oriana                                            | 2002, 2006  |                                                                                | 25?               | 25                |
| Three Musical Fables                                              | 1983        | Cambridge Singers і City of London Sinfonia                                    | 0                 | 3                 |
| Watching the White Wheat                                          | 1986        | Різні                                                                          | 9                 | 16                |
| Gold (3-disc set)                                                 | 2017        |                                                                                | 60                | 60                |

Опубліковано багато аранжувань The King's Singers, які складені в пісенники.